# 張兆棟

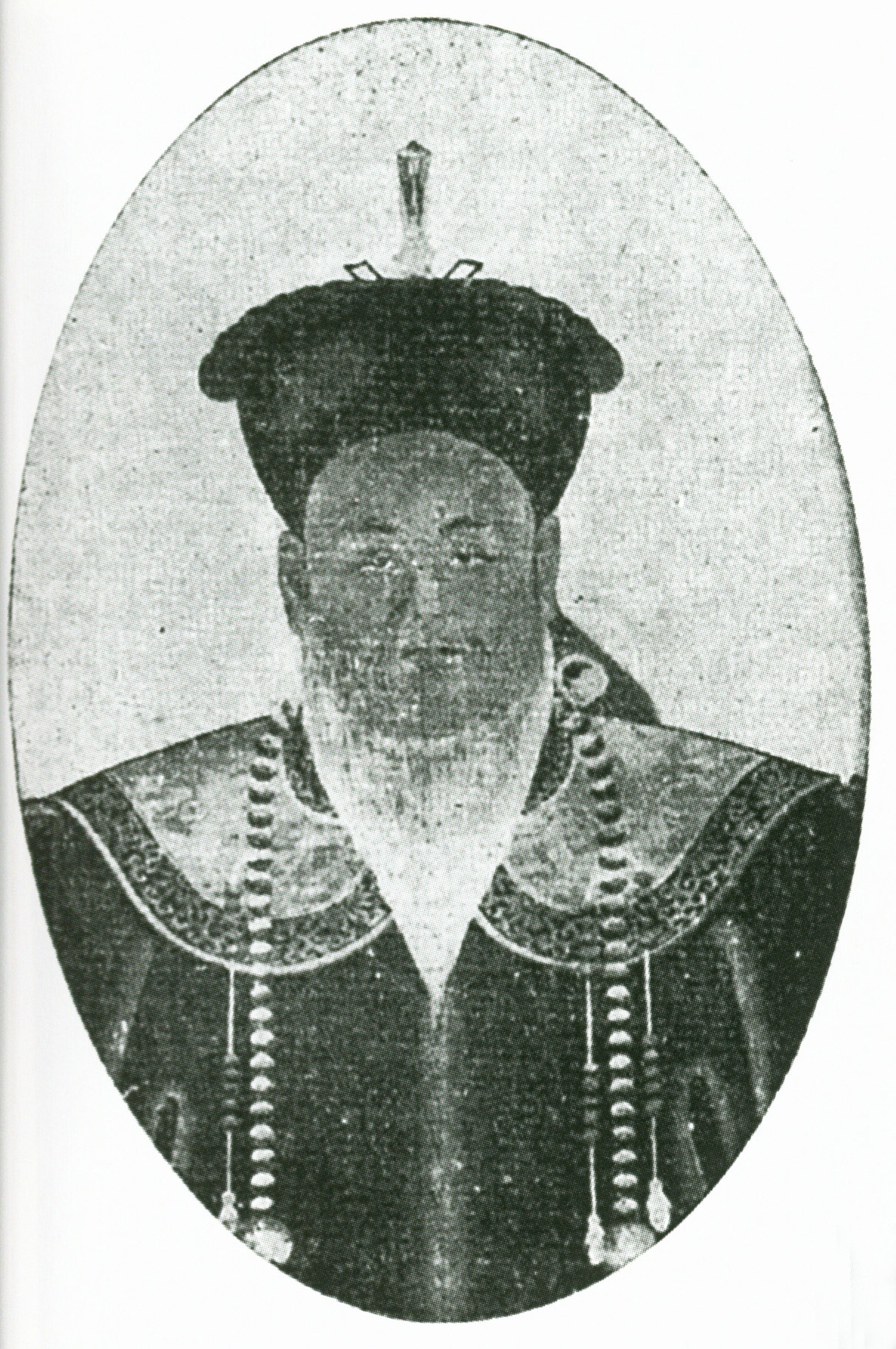
張兆棟

張兆棟（1821年—1887年），字友山，山東濰縣（今濰坊市）人，清朝政治人物，進士出身。

## 生平
張兆棟為道光二十五年（1845年）中進士，任刑部主事，累遷郎中。後任陜西鳳翔知府，鎮壓回族民變有功，授四川按察使。咸豐四年（1854年），調廣東布政使。後歷任安徽、江蘇布政使，護理江蘇巡撫。咸豐九年（1859年）升擢漕運總督。咸豐十一年（1861年），任廣東巡撫。當時廣東賭博盛行，特別流行一種以科舉結果作為賭博標的“闈姓賭博”，兆棟上疏請求禁賭，並獲批準。由於兩廣總督英翰徇私，禁令難行。兆棟上表彈劾，朝廷將英翰革職，並任命兆棟兼攝總督事。兆棟繼續嚴厲禁賭，在其任內，廣東官吏無人敢提“闈姓”。
光緒四年（1878年），兆棟因母喪“丁憂”返鄉，服孝期滿後，光緒八年五月七日至光緒十年九月十一日任福建巡撫。光緒十年（1884年），法、越交戰，法國軍艦窺視台灣、福建，兆棟專任城守，後因馬尾失守而被革職。光緒十三年（1887年）在福建寓所病逝。宣統元年（1909年）追復原官。
俞樾作《福建巡撫張公墓志銘》。

## 延伸阅读
[在维基数据编辑]
 在维基文库阅读此作者作品
 《清史稿·卷458》，出自趙爾巽《清史稿》

## 外部連結
- 張兆棟 （页面存档备份，存于） 中研院史語所

| 官衔          | 官衔                | 官衔          |
| ------------- | ------------------- | ------------- |
| 前任： 丁日昌 | 江蘇巡撫 1870       | 繼任： 張之萬 |
| 前任： 英翰   | 兩廣總督 1874～1875 | 繼任： 劉坤一 |
| 前任： 岑毓英 | 福建巡撫 1882～1884 | 繼任： 劉銘傳 |